# 福岡県信用農業協同組合連合会
福岡県信用農業協同組合連合会（ふくおかけんしんようのうぎょうきょうどうくみあいれんごうかい）は、福岡県福岡市中央区に本所を置く、福岡県内の農業協同組合の信用事業を統括する県域農協系金融機関である。県内農業協同組合を会員として組織されている。

## 概要
通称は「JA福岡信連」または「JAバンク福岡」。統一金融機関コードは3040。主に法人顧客を中心としており、個人取引はほとんどない。

## 沿革
- 1948年 - 設立。

## 店舗所在地
- 本所（001）/福岡県福岡市中央区天神四丁目10番12号 福岡県農協会館内

## CM
近年は博多華丸・大吉を起用したテレビCMが放映されている。